# Tepezalá (kommun)
Tepezalá är en kommun i Mexiko.   Den ligger i delstaten Aguascalientes, i den centrala delen av landet, 400 km nordväst om huvudstaden Mexico City. Antalet invånare är 16 508.
Följande samhällen finns i Tepezalá:
- Tepezalá
- El Chayote
- Mesillas
- El Gigante
- El Porvenir
- La Victoria
- El Tepozán
- El Barranco
- Ampliación los Hornos
- El Carmen
- El Águila